# Luigi Amaducci

Erzbischofswappen von Luigi Amaducci

Luigi Amaducci (* 4. März 1924 in Russi, Provinz Ravenna, Italien; † 3. Mai 2010 in Cesena, Provinz Forlì-Cesena) war Erzbischof von Ravenna-Cervia.

## Leben
Amaducci empfing am 5. April 1947 die Priesterweihe. Papst Paul VI. ernannte ihn 1977 zum Bischof des Bistums Cesena und des Bistums Sarsina. Die Bischofsweihe spendete ihm am 18. Juni 1977 der Bischof von Forli, Giovanni Proni; Mitkonsekratoren waren der Altbischof von Forli, Paolo Babini, und sein Amtsvorgänger Augusto Gianfranceschi. In seiner Amtszeit wurden die beiden Bistümer 1986 vereinigt, sodass er am 30. September 1986 zum Bischof des Bistums Cesena-Sarsina ernannt wurde.
Papst Johannes Paul II. ernannte ihn am 27. Oktober 1990 zum Erzbischof von Ravenna-Cervia. Mit Erreichen der Altersgrenze für das Bischofsamt wurde er am 9. März 2000 emeritiert.
Er wurde in der Familiengruft in Traversara in Bagnacavallo (Ravenna) bestattet.